# 爱德华多·洛纳尔迪
爱德华多·埃内斯托·洛纳尔迪·杜塞（西班牙語：Eduardo Ernesto Lonardi Doucet，西班牙語發音：[eðuˈaɾðo loˈnaɾði]；1896年9月15日—1956年3月22日），阿根廷军人，他在1955年9月军事政变中推翻胡安·庇隆（这次政变被爱德华多·洛纳尔迪称为“解放革命”），并在9月22日至11月13日事实上担任总统，但在11月13日被军队支持的佩德罗·尤金尼奥·阿兰布鲁所取代。洛纳尔迪随后被派到驻华盛顿特区大使馆当一个武官，不久后逝世。